# Podkowa Smale’a
Podkowa Smale’a (odwzorowanie Smale’a) – typ odwzorowania symulujący chaotyczne zginanie, wymyślony przez Stephena Smale’a w drugiej połowie lat 60. XX wieku.
Stephen Smale wymyślił strukturę podkowy w trakcie badań nad wymuszonym oscylatorem van der Pola. Uzyskał wówczas modelowy układ o podobnej geometrii, ale prostszym równaniu. Dzięki podkowie Smale był w stanie badać chaotyczne zachowania układów dynamicznych. Później używał jej do objaśniania wysnutych przez niego wniosków. Jego badania zapoczątkowały lawinę pomysłów dotyczących teorii układów dynamicznych, które, gdyby nie odwzorowanie podkową, uważane obecnie za ikonę teorii chaosu, nie miałyby racji bytu.
Podkowa Smale’a jest przykładem dziwnego atraktora w matematyce chaosu.

## Istota odwzorowania
Jeżeli kwadrat jednostkowy M=[0,1]x[0,1]

rozciągniemy liniowo wzdłuż jednej współrzędnej i ściągniemy wzdłuż drugiej współrzędnej,
tworząc prostokąt, który następnie złożymy, zaginając go do środka w połowie

to otrzymamy podkowę:

którą umieszczamy w wyjściowym kwadracie.

Teraz możemy iterować (powtarzać) ten proces w nieskończoność.

Otrzymujemy zawiłą pogiętą podkowę, coś w rodzaju nieskończenie wijącej się, ograniczonej krzywej.

## Cechy podkowy Smale’a
1. Obserwując tylko jeden dowolny punkt kwadratu M poddanego kolejnym iteracjom, stwierdzimy, że zawsze znajduje się on na wijącej się krzywej, ponadto, ze względu na jej skomplikowany kształt, możliwy ruch tego punktu jest praktycznie przypadkowy (chaotyczny).
2. Podkowa ma taką samą nieskończenie wielowarstwową strukturę, jaka pojawia się w atraktorze Lorenza.
3. Podkowa jest blisko związana ze zbiorem Cantora. W ustalonych warunkach daje się lokalnie opisywać jako produkt „linia x zbiór Cantora”.
4. Podkowę Smale’a, dzięki jej prostocie, można badać posługując się geometrią i topologią, w przeciwieństwie do innych układów chaotycznych. Ta cecha umożliwiła rozwój matematyki chaosu.
5. Henri Poincaré, badając problem trzech ciał, otrzymał homokliniczną plątaninę, sieć nieskończenie wielu punktów przecięcia się trajektorii w przekroju dwuwymiarowego układu dynamicznego[2]. W 1967 roku Smale udowodnił, że z istnienia przecięcia homoklinicznego wynika dynamika typu odwzorowanie podkową[3].